# Хориэ, Тосиюки
Тосиюки Хориэ (яп. 堀江 敏幸 Хориэ Тосиюки, род. 3 января 1964 года) — японский писатель

, литературовед и переводчик французской литературы.

## Биография
Родился в Тадзими (префектура Гифу). Окончил филологический факультет Университета Васэда (отделение французской литературы), после чего поступил в аспирантуру Токийского университета. Получив грант правительства Франции, с 1989 года в течение трёх лет жил в Париже, где продолжил работу над диссертацией в Третьем Парижском университете.
Как писатель дебютировал в 1995 году с написанным по мотивам своего опыта жизни во Франции сборником «В пригород» (郊外へ), заложившим основы специфического стиля Хориэ, характеризующимся размытием границ между жанрами эссе и новеллы и обращённостью к культурной и географической периферии. В 1999 году за сборник «Auparavant» (おぱらばん), развивавшем французскую тему, был удостоен премии Мисимы. Широкую известность получил после публикации рассказа «Медведь и мостовая» (熊の敷石, 2001, премия Акутагавы).
Совмещает активную литературную деятельность с педагогической. Преподаёт в университетах Мэйдзи (c 2004) и Васэда (c 2007). Возглавляет Общество поэтов танка при университете Васэда (с 2009 года). Входит в состав жюри премии Кобаяси и премии журнала «Гундзо» для дебютантов.

## Некоторые сочинения
- «Stance.» (スタンス・ドット, 2003, премия Кавабаты).
- «Юкинума и её окрестности» (雪沼とその周辺, 2004, премия Танидзаки и премия Киямы).
- «На плаву» (河岸忘日抄, 2006, премия «Ёмиури»).

## Издания на русском языке
- Auparavant // Он. Сб. новелл / Пер. В. Скальника. — М.: Иностранка, 2003. — С. 479—496. — ISBN 5941451636.